# Waltraud Hüsmert
Waltraud Hüsmert (* 6. Mai 1951 in Werdohl, Westfalen) ist eine deutsche Übersetzerin.

## Leben
Waltraud Hüsmert absolvierte ein Studium der Fächer Niederlandistik, Germanistik und Kunstgeschichte an der Freien Universität Berlin und an der Rijksuniversiteit Leiden. Seit 1981 ist sie als freie Übersetzerin tätig. Sie lebt heute in Berlin.
Hüsmert übersetzt literarische und wissenschaftliche Werke aus dem Niederländischen und Englischen ins Deutsche.
Hüsmert ist Mitglied im Verband deutschsprachiger Übersetzer literarischer und wissenschaftlicher Werke, VdÜ.

## Preise und Auszeichnungen
Für ihre Übersetzungsarbeiten erhielt Waltraud Hüsmert folgende Auszeichnungen:
- 2001 Preis der Stadt Münster für Europäische Poesie
- 2001 Kulturpreis der Flämischen Gemeinschaft
- 2004 Martinus-Nijhoff-Preis
- 2008 Else-Otten-Übersetzerpreis
- 2012 Übersetzerpreis des Kulturkreises der deutschen Wirtschaft für die Übersetzung des Werkes Kongo: Eine Geschichte von David Van Reybrouck
  - Laudatio dazu: Walter Moens, Übersetzerpreis an Waltraud Hüsmert, Fürth, 20. Oktober 2012, in Übersetzen, 1, 2013, S. 5 online

## Übersetzungen
- ... aber nicht aus Stein, Weinheim 1981
- Albert Alberts: Die Inseln, Frankfurt am Main 2003
- Threes Anna: Warten auf den Monsun, Berlin 2011
- Anne-Frank-Haus Amsterdam, Amsterdam 2000
- Huub Beurskens: Das Verlöbnbis, Berlin 1992
- Marion Bloem: Kasesas Lüge, Berlin 1995
- Pauline de Bok: Blankow oder Das Verlangen nach Heimat, Frankfurt 2009
- Jan Johannes Theodorus Boon: Tschuk, Berlin 1993
- Andreas Burnier: Knabenzeit, Berlin 1993
- Andreas Burnier: Rendezvous bei Stella Artois, Berlin 1994
- Hugo Claus: Belladonna, Stuttgart 1996
- Hugo Claus: Gedichte, Stuttgart 2000 (übersetzt zusammen mit Maria Csollány)
- Hugo Claus: Der Kummer von Belgien, Stuttgart 2008
- Hugo Claus: Der Schlafwandler, Stuttgart 2002
- Hugo Claus: Das Stillschweigen, Stuttgart 1998
- Hugo Claus: Unvollendete Vergangenheit, Stuttgart 2001
- Drogenabhängigkeit – Ursachen und Verlaufsformen, Weinheim 1983
- Dennis Eisenberg: Mossad, Aalen 1982
- Willem Elsschot: Villa des Roses, Frankfurt am Main 1993
- Hella S. Haasse: Die scharlachrote Stadt, Reinbek 1994
- Maarten ’t Hart: Ein Schwarm Regenbrachvögel, Frankfurt am Main 1988
- John Haugeland: Künstliche Intelligenz – programmierte Vernunft?, Hamburg 1987
- Willem Frederik Hermans: Au pair, Leipzig 2003
- Willem Frederik Hermans: Die Dunkelkammer des Damokles, Leipzig 2001
- Willem Frederik Hermans: Das heile Haus, Berlin 2011
- Willem Frederik Hermans: Nie mehr schlafen, Leipzig 2002
- Willem Frederik Hermans: Die Tränen der Akazien, Berlin 2005
- Eric Heuvel: Die Suche, Braunschweig 2010
- In Anne Franks Haus, Frankfurt am Main 2004
- Peyman Jafari: Der andere Iran, München 2010
- Mensje van Keulen: Herr Ratti, Berlin 1994
- Tessa de Loo: Die Feuertaufe, München 1996
- Tessa de Loo: Der gemalte Himmel, München 2001
- Tessa de Loo: Der Sohn aus Spanien, München 2005
- Tessa de Loo: Der Traumpalast, München 2000
- Tessa de Loo: Die Zwillinge, München 1995
- Tip Marugg: Auch Vögel sterben im Morgenblau, Berlin 1993
- Menno Metselaar: Die Geschichte der Anne Frank, Hamburg 2005
- Marente de Moor: Amsterdam und zurück, Berlin 2010
- Erwin Mortier: Marcel, Frankfurt am Main 2001
- Derek Partridge: KI und das software engineering der Zukunft, Hamburg 1989 (übersetzt zusammen mit Wolfgang Lux)
- Roger S. Pressman: Software engineering, Hamburg 1989
- Rob Riemen: Adel des Geistes, München 2010
- Thomas Rosenboom: Das Liebeswerk, Frankfurt am Main 2000
- Joost Swarte: Nicht so, sondern so!, Siegen 1987
- David Van Reybrouck: Kongo: Eine Geschichte, Suhrkamp, Berlin 2012 ISBN 978-3-518-42307-3